# 丹生鉱山
丹生鉱山（にうこうざん）は、三重県多気郡多気町にあった水銀鉱山である。丹生水銀鉱山、丹生丹坑、丹生水銀山ともいう。

## 鉱床・鉱物
中央構造線上に位置し、花崗岩質を母岩とする裂化充填鉱床である。主要鉱物は、辰砂、黒辰砂、自然水銀、鶏冠石、石黄、輝安鉱、白鉄鉱、方解石。水銀鉱床であるが、鶏冠石と石黄の産出が比較的多い。
主要な鉱床は、洞口、灯篭 - 日ノ谷、鳴谷 - 柳谷の3か所の鉱脈群である。
1942年（昭和17年）の名古屋通産局による分析結果では、水銀の含有率は保賀口付近において2.03%、日ノ谷前においては1.81%であった。鉱石の品位は0.5%であり、当時の全国平均は0.3%であった。

## 歴史
縄文時代から丹生鉱山とその近辺で辰砂の採掘が行われていた。丹生鉱山に隣接する池ノ谷・新徳寺・天白遺跡からは、粉砕した辰砂を利用した縄文土器が発掘されており、辰砂原石や辰砂の粉砕用に利用したと見られる石臼も発見されている。さらに、40か所以上に及ぶ採取坑跡が付近から発見されており、辰砂の色彩を利用した土器製造と辰砂の採掘・加工が行われていた。

### 地名
鉱山の名称であり、地名ともなっている「丹生」とは、丹土（朱砂…辰砂）が採取される土地の事を指すとする説が有力である（「ニフ」を、「稲積」を呼ぶ名称の「ニホ」や「ニフ」と同じとして、神の降臨を迎える標山とする折口信夫等による異説もあり）。また、古代に水銀や朱砂を採掘・加工していた氏族の名前とされる。彼らはニウヅヒメ（丹生津姫、丹生津比女とも書く）を祭神として、活動拠点に丹生神社と名付けられた神社を建立した。また、地名としても丹生という名が残っている他、「入」、「仁宇」、「仁保」、「門入」と丹生から変型した地名も存在する。
この一例として、徳島県阿南市水井町には若杉山辰砂採掘遺跡が存在している。同遺跡からは石臼・辰砂原石が発見されており、古墳時代の水銀採取遺跡として知られている。この付近には江戸時代末期に発見された水井鉱山（由岐水銀鉱山）があり、近隣の那賀郡那賀町仁宇には、丹生神社を合祀した八幡神社が存在する。また、この付近一帯は「丹生谷」と呼ばれている。
丹生鉱山の位置する同町丹生地区もこうした条件が揃う土地であり、丹生神社が存在する。523年（継体天皇17年）の創建とされ、この神社は8世紀、大仏鋳造（後述）の際に水銀を求める祈願がなされた。その祈願通り、水銀が産出したため、743年に丹生明神の名を賜っている。
また、江戸時代の記録では、819年（弘仁10年）には夏の日照りから勅令によって祈雨をし、秋になると多雨となったので、止雨を祈らせたという。
高野山麓には丹生都比売神社が存在し、ニウヅヒメが祭神となっている。ニウヅヒメは元々、大和国の丹生川のはてに住んでみえたので名付けられたという。現在、ニウヅヒメは「祈雨止雨の神」であり、同神社は同信仰の拠点となっている。また、ニウヅヒメは伊勢国に姿を見せたともされている。同地は丹生氏の本拠地だったともいわれ、水銀にまつわる神と考えられる。この事から丹生都比売神社と、同町丹生地区の丹生神社は祈雨止雨信仰と共に水銀鉱業に関するつながりもあるものと見られる。
ただし、元来、ニウヅヒメと祈雨止雨信仰は無関係のものであった。これは古代の水銀鉱業の衰退に伴い、丹生氏が水銀鉱業から農業に生業を転換していく際、農業に重要な水を司る女神であるミヅハノメを主神に迎え入れた。この結果、ニウヅヒメとミヅハノメの混同されるようになり、ニウヅヒメは「祈雨止雨の神」となってしまった。
一方、丹生神社にはカナヤマヒメとカナヤマヒコの男女一組の神も合祀されている。他の鉱山でも「山神」として祭られる事もあり、鉱山に密接した神といえる。

### 古代
7世紀末、『続日本紀』の文武天皇2年（698年）9月28日の条であり、常陸国・備前国・伊予国・日向国、そして伊勢から朱砂（辰砂）が献上されている。とくに、伊勢国の場合は、朱砂とともに雄黄（石黄）が献上されている。雄黄は有毒なヒ素鉱物ではあるが、当時は貴重な薬品として流通していた。丹生鉱山の大きな特徴として副産物の石黄の産出が多いことがあり、現在のところ、このとき献上された伊勢産の水銀は丹生産の物であったと考えられている。713年（和銅6年）には、伊勢国のみから朱砂が献上されている。
905年（延喜5年）の『延喜式』には、朱砂と水銀に関する規定が記されている。また、民部下「交易雑物」には、伊勢国から水銀400斤が朝廷に献上されている。水銀の生産は圧倒的に伊勢国であったと見られるが、同時に大宰府からも朱砂1000両が献上されており中国からも輸入していた可能性もある。
古代における水銀の用途は、朱（弁柄）、赤土（丹土）と共に朱砂が顔料として用いられていた他、アマルガムメッキ用に水銀が用いられていた。特に奈良東大寺の虞舎那仏像（大仏）の建造の際には、熟銅73万7560斤とともに、メッキ用に金1万436両、水銀5万8620両、さらに水銀気化用に木炭1万6656斛が調達されている。この際に使用された水銀が全て伊勢産で賄われていたかは不明。ただし、その後、戦乱によって損壊した大仏を再建するために用いられた水銀は、全て伊勢産であったと考えられている。
伊勢産を含めた水銀や朱砂が交易品として中国にも輸出されていた。1056年（天喜4年）、藤原明衛の『新猿楽記』には猿楽見物客の一人として、八郎真人なる「商人の首領」が登場している。彼は「唐物」として中国産の朱砂を扱う一方、「本朝物」として国産水銀を中国に輸出していた。この頃は後述の大仏再建におけるエピソードも考慮すると、すでに国産水銀の生産のピークを超えていた可能性がある。
入宋僧・成尋の『参天台五台山記』巻一には、1072年（延久4年）、肥前国松浦郡壁島より唐人の船に乗り込んだ事が記されている。その際に3人の唐人船頭に米50斛、絹100疋、褂2重、砂金4小両、上紙100張、鉄100挺と共に水銀80両を贈与している。また、同書巻二には、成尋を乗せていた船の主である唐人の曾聚が、日本にて硫黄や水銀を買い付けていた事が記されている。
このように、伊勢産の水銀が重用されていたが、数少ない丹生鉱山の「現場記録」として、『今昔物語集』に収載された説話がある。
伊勢国飯高郡において郡司によって水銀採掘に徴用された人夫達がいた。彼らは常日頃から地蔵菩薩を熱心に信仰していた。水銀採掘のために「十余丈」ある坑内で作業をしていた彼らは落盤事故に遭遇して閉じ込められてしまった。彼らは、お地蔵様に念じ続けた。すると、見事救い出された。
これはあくまでも仏教説話であって信仰の重要性をとなえる物語であり、必ずしも事実に沿っているとはいえない。誇張等もあると考えられる。しかし、丹生鉱山における水銀採掘現場をほぼ直接記したものであり、貴重な資料と考えられている。

### 中世
律令制度の衰退にともなって他の物資共々、都への水銀供給が滞るようになり、水銀価格が上昇していった。この状況を利用して、水銀商人が出現するようになっていった。
1183年（寿永2年）、重源が大仏再建に際して資材調達するが、水銀だけが入手困難に陥っていた。しかし、水銀採掘に関わっていたと見られる伊勢国住人「大中臣某」の旧宅から水銀2万両が「産出」し、これを後白河法皇に献上した。このうち、水銀1万両を大仏再建に使用した。このように、寺院の資材として水銀は重要であり、各寺院が水銀を備蓄していたと見られる。
丹生には日本で唯一、水銀座と呼ばれる座が存在した。水銀座も他の座同様、本所と呼ばれる庇護者が存在したが、それは近隣の伊勢神宮ではなく、朝廷の中心に位置する摂関家が本所になっていたのではないかと考えられている。伊勢神宮側が朝廷に対して商取引や水銀山の領有を巡る丹生の水銀商人の横暴を告発する訴訟が提起されている。当時、水銀座は摂関家の権威を借りて、威圧的に商取引を進めたり、他の座の利権を侵食したりする事もたびたびあったと見られる。
『経俊卿記』には、1257年の6月2日および6月14日（正嘉元年の4月19日および5月1日）に後嵯峨院と考えられる院の細工所と、「水銀供御人」と呼ばれる水銀商人との間に起きたトラブルを記している。供御人とは、中央官司に属している特権的な商人のことを指す。この事から、水銀商人は朝廷の中央の庇護を受ける形で丹生周辺に数多く存在していたと考えられる。
『吾妻鏡』には、1227年（安貞元年）に本間元忠という御家人が、鎌倉幕府の命を受けて丹生山の悪党・丹生右馬允を討伐しようとしたが返り討ちに遭い失敗。再び討伐を試みるが、今度は友軍が逃亡する事態となりまたも失敗したという記録が残っている。さらに、河田入道なる丹生の「住人」がおり、彼の死は「往生」と見られた。河田氏の旧宅を訪れれば往生が得られると近畿の民衆が押し掛け、これを伊勢神宮が「河田氏の旧宅に近づくものはケガレを得るのみ」と牽制する事態に到っている。彼らは丹生を拠点とする、悪党と呼ばれた実力者と見られ、いずれも水銀を資金力や行動力の源にしていたと考えられる。
丹生村を拠点としていた豪商として、長井家が存在する。屋号を梅屋といい、江戸時代初期には「丹生の梅屋か射和の太郎次、松ヶ島では伊豆蔵か」という俚諺もあった。戦国時代には、同地を支配していた北畠氏の配下にあり、さらに家臣となる事を求めたともされる。長井家は日本における兌換紙幣のさきがけである丹生羽書（梅屋札）と呼ばれる羽書を発行し、現在も寛永年間（1624年 - 1644年）に発行したものが残存している。兌換紙幣を発行するには信用と財力が必要であり、同地に長井家が長年存在し続けた証拠ともいえる。また、子孫の一人である長井善兵衛は、戦国時代に荒廃した丹生神社や寺院の再建に努めたともいわれる。ただし、善兵衛がどのような商業活動を行なっていたのか詳らかではない。また、長井家と水銀を直接結び付けるものは無く、数々の伝説も複数の人物のエピソードが合体してしまったものとみられるものもあり、実態は謎に包まれている。
このように、水銀は重要な物資であり、これによって丹生は中央と強い結び付きを持っていたと見られる。こうした実際の水銀生産を巡る遺跡として、丹生若宮遺跡が存在する。ここからは辰砂原石や辰砂粉砕用とみられる10点の小型石臼の他に、水銀の製錬に使用したと考えられる甕が発見されている。甕の内部には、水銀鉱石等の分量を示すと考えられる墨線が引かれている。また、甕の内部からは微量の水銀が検出されていると同時に、最高25万6300ppmに達するヒ素が検出されており、これは天然のヒ素鉱物に匹敵する。
明代末の技術書『天工開物』には、辰砂を容器に入れて加熱し、気化した水銀を冷却、液化して採取する図が存在する。この方式は、現在の水銀製錬の原理にも通じる蒸留製錬であり、日本においても同様の製錬が行なわれていたと考えられる。先述したように、丹生鉱山からは鶏冠石や石黄といったヒ素鉱物が多く産出する。高濃度のヒ素は、水銀鉱石を製錬する際、辰砂に酷似した鶏冠石が混入したために検出された可能性が高い。このような事から、丹生若宮遺跡は中世における水銀製錬遺跡であると見られる。
室町時代には、丹生産の水銀は従来の用途の他に、伊勢白粉の不可欠な原料として使用されることになった後述、→伊勢白粉（射和軽粉））。しかし、その一方で鎌倉時代から堺や博多において「朱座」が形成されてきた。この朱座は中国から輸入した技術でもって朱を製造し、原料も全て中国産の輸入朱砂に頼っていた。中国での水銀採掘が活発化するのと対照的に、国産水銀の生産は漸減していき、質も低下していったものと見られる。
丹生鉱山がいつ休山したかは定かではないが、室町末期には伊勢白粉の原料である水銀は丹生産から京経由で輸入された中国産の水銀を用いるようになったとされるので、この頃には水銀採掘が休止したと見られる。

### 近世
江戸時代でも、丹生が水銀の産地である事は知られていた。1661年（万治4年）の『長井浄蓮筆記』には、朝と晩に水銀山の割れ目（坑口？）から水銀が出てきていると記している。また、西村和廉『丹洞夜話』には、水銀の探鉱のために旧坑に入った男が落盤に巻き込まれた話が載っており、妻の不浄が原因であると記している。
1736年（元文元年）、丹生村の医師・北川丹雪が水銀試掘を松阪奉行所に願い出たが、許可されなかった。寛延3年には紀州藩が試掘したが失敗している。また、天保年間には松阪に住む亀井某及び時中某が共同で試掘するが、資力が続かずに挫折した。
このように、江戸時代における試掘や探鉱の全てが失敗に終わっているが、佐藤信淵の祖父にあたる佐藤信豊は『土性弁』において水銀の産する山の土は必ず赤色という独自の理論を提唱し、当時、日本における水銀生産が途絶していた事を嘆いている。当時、中国から輸入されていた水銀は、貴重かつ高価な品物であったと見られる。
孫の信淵は『経済要録』において、祖父の理論を実践して丹生鉱山を含めた各地の水銀鉱山を探鉱した。そして、水銀鉱山の再開発と水銀の国産化が重要であると強調した。しかし、江戸時代に丹生鉱山が再開される事は無いままだった。

### 近代
明治時代に入っても丹生鉱山は休山が続いた。わずかに『大日本國誌』に辰砂の産地として伊勢国丹生村の名前があるのみであった。大正時代も依然として休山状態が続いた。
丹生鉱山の再開が現実化したのは、1940年（昭和15年）である。東京で古書店を経営していた北村覚蔵が帰郷し、独学でもって丹生鉱山の探鉱を開始した。丹生南部地帯から始まり、最終的には日ノ谷坑が有望と見た北村は、試掘に際して産出した鉱物を丹念に観察すると共に、採取した辰砂を使用して自宅の庭で水銀製錬の研究をも行なった。特にこの水銀製錬の研究結果は重要であり、後に丹生鉱山が再開される際、この結果を元にオリジナルのレトルト式蒸留製錬装置が構築されている。
丹生産鉱石の水銀含有率は0.5%であり、当時の全国平均は0.3%であったから充分商業ベースに乗ると考えられた。1948年（昭和23年）に北村によって書かれた監督官庁へ提出する『鉱山現況報告書』では、従業員7人で月産340kgの精製水銀を生産する計画が記されている。しかし、北村は研究途上の同年逝去し、再開発計画は中断した。
1954年（昭和29年）、北村の妻芳子と鉱山技術者であった中世古亮平が丹生鉱山の再開発に着手した。中世古は、北村が遺した資料を元にレトルト炉を構築して、小規模ながら採掘から水銀地金の生産まで一貫して行うこととなった。1955年（昭和30年）、本格的な操業を開始し、1956年（昭和31年）には34.5kg鉄製フラスコに充填された水銀地金2本を大阪の業者に売却している。当時、蛍光灯・農薬・乾電池向けに水銀地金の価格は上昇しており、34.5kgで11万3000 - 12万5000円が相場だった。ちなみに当時の高校教員の初任給は1万円弱であったという。
建設された炉は、以下のような仕組みであった。
- 辰砂を300℃以下で乾燥させた後、石灰と辰砂を炉に入れて空気を遮断して密封し、加熱して脱硫させる。
- 辰砂から水銀がガス化し、炉から延びた煙道を通って、コンデンサーと呼ばれる凝縮器に入って冷却され、水銀は液化する。
- 採取率を高めるため、一つのレトルト炉にコンデンサーは2基設置され、最初のコンデンサーを出た煤煙は長い煙道を通って第2のコンデンサーに入り、両方で水銀が回収された。
- 2つのコンデンサーを通過した煤煙は、山の頂上に設けられた煙突から大気に放出された。
- レトルト炉は窯の火元から垂直に3基設けられ、火元に近い1基目のレトルト炉に付属するコンデンサーのみ、水を用いた冷却装置が設けられ、均等に冷却化する手助けとなっていた。
- 燃料は当初オガクズであり、後にコークスに切り替わった。

水銀価格の高騰が続いていたにもかかわらず、1956年（昭和31年）5月頃にはまたも休山となった。

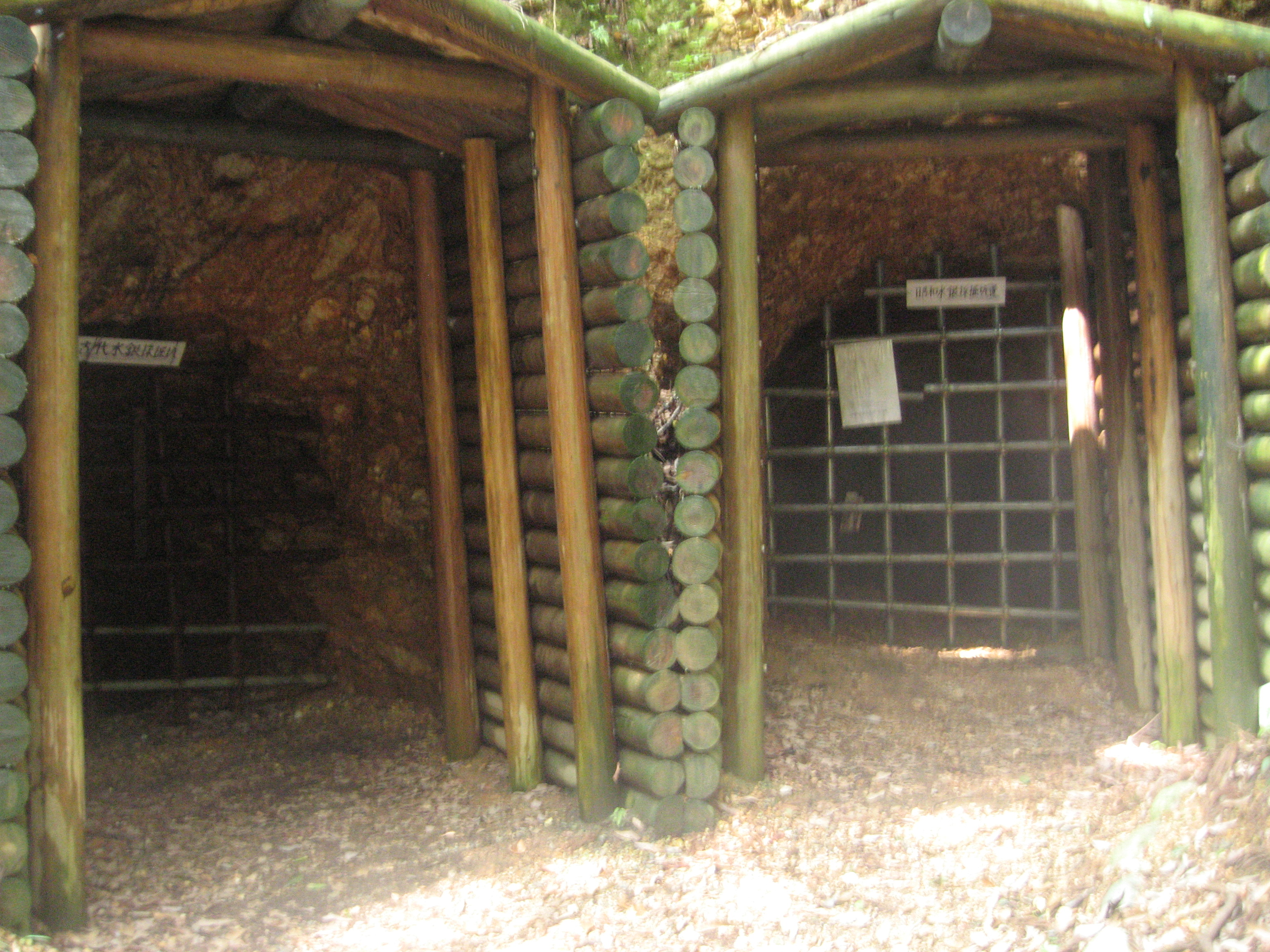
丹生坑道口跡 左が近世までの坑道、右が昭和期の坑道（2007年8月撮影）

## 現状
その後、丹生鉱山の鉱業権は奈良県で大和水銀鉱山を経営していた大和金属鉱業（現・野村興産）に譲渡された。
休山後も、同社によって探鉱が続けられ、1962年（昭和37年）には品位0.6%を記録している。1968年（昭和43年）になって同社丹生鉱業所が開設され、総事業費3000万円、2か年計画でもって基幹斜坑を掘削した。昭和45年8月には本格的な採掘を開始。採掘された水銀鉱石は全量、陸送で奈良県の大和水銀鉱山に運搬されて処理された。
しかし、水銀公害が社会問題化しつつある中、水銀生産を続けていた大和水銀鉱山が水質汚染や需要低迷から閉山し、条件の合う鉱石の受入先が無くなった。1973年（昭和48年）11月30日をもって、丹生鉱業所は閉山した。大和金属鉱業による鉱石採掘量は月産700トンであり、水銀約3トンを含有していた。
現在、丹生地区は丹生神社と神宮寺を中心として観光地として再開発されている。（坑道入口付近の観光施設）鉱山跡地も、1950年代くらいに採掘された坑口と旧レトルト炉を中心に整備されている。しかし、山中には現在も数多くの坑口跡が残っている。大和金属鉱業が採掘した坑口は危険防止のために閉塞されたが、現在では草木に完全に埋れてしまっているという。

## 伊勢白粉（射和軽粉）
丹生鉱山と関わりの深い伊勢白粉についても、ここで紹介する。
丹生鉱山に近接する三重県松阪市射和地区を中心に生産されていたので射和軽粉ともいう。また、御所白粉、ハラヤともいう。水銀系の白粉の成分は、塩化第1水銀（甘汞）であり、透明の結晶体である。原料は水銀の他に、食塩・水・実土（赤土の一種）である。
製法としては、水銀・食塩・水・実土をこね合わせ、鉄釜に入れて粘土製の蓋である「ほつつき」で覆って約600℃で約4時間加熱する。すると、「ほつつき」の内側に白い結晶が付着する。これが塩化第1水銀であり、これを「ほつつき」から払い落とし、白い粉状にしたものが水銀白粉である。
白粉は鎌倉時代に中国から製法が伝来したとされる。当時の白粉の製法には水銀の存在が不可欠であり、丹生鉱山が存在するこの地域に伝播することになった。文安年間（1444年ころ）には、窯元が83軒ほど存在していたという。1453年（享徳2年）には三郡内神税御注文に、軽粉窯元に対して課税がなされた。鎌倉時代から軽粉座が存在し、これは伊勢神宮が本所となっていた。その後、本所は公家である京の薄家となり、現地に代官が置かれる事となった。伊勢射和白粉公用として、年に6貫文が本所に納められた。その後、本所は北畠家等に移った。
射和の軽粉商は、白粉の他にも小間物等も扱っていた。当初、白粉は化粧品であると同時に、腫れ物といった皮膚疾患を治す薬品として貴族の間で珍重されていた。また、時としては外用ばかりでなく、腹痛の内用薬としても用いられていた。これが一般に広まったのは、伊勢神宮の御師が諸国の檀那に大神宮のお祓いと共に白粉を配るようになった事がきっかけである。室町末期には鉛白粉が輸入されだし、丹生鉱山の水銀から輸入水銀に原料を転換している。鉛白粉の普及に押されていたが、16世紀頃に梅毒が流行、18世紀頃になると伊勢白粉は駆梅薬として再び注目される事となった。また、シラミ除けの薬として人ばかりでなく牛馬にも使用された。
しかし、窯元も17軒程度に減少し、軽粉座も崩壊して江戸時代には株仲間となった。1620年（元和6年）には、鳥羽藩領射和から正米29石5斗が納税され、1624年（寛永10年）以降は25石に減少させて納税した。江戸時代には新規の窯元設立を規制し、16基に制限された。
明治時代に入ると製造過程で水銀中毒が続発した事や洋式の第1塩化水銀の製法が普及した事、医薬品の法的規制の強化によって窯元は減少していった。1953年（昭和28年）に最後の窯元が廃業して伊勢白粉は途絶した。